# Croton goudotii
Espèce
Croton goudotii est une espèce de plantes à fleurs du genre Croton et de la famille des Euphorbiaceae, présente au centre de Madagascar.
Il a pour synonymes :
- Croton emirnensis, Baker, 1883
- Croton mollivelus, Baill., 1891
- Croton platanifolius, Baker, 1882
- Oxydectes goudotii (BBaill.) Kuntze